# Daisy Pearce
Daisy Pearce, née le 27 mai 1988, est une footballeuse australienne qui joue pour le Melbourne Football Club dans la compétition féminine de l'AFL (AFLW). Souvent considérée comme le visage du football australien féminin,,, elle est capitaine du Melbourne depuis la saison inaugurale de la compétition après avoir été capitaine du club lors des matchs d'exhibition féminins organisés avant la création de la ligue en 2016. Elle a été capitaine du Victoria lors du match inaugural de l'AFL Women's State of Origin en 2017, où elle a été élue meilleure joueuse sur le terrain.
Elle commence sa carrière de joueuse de ligue d'État en 2005 avec les Darebin Falcons (en) dans la Victorian Women's Football League (en) (VWFL) en 2005 et elle est capitaine du club de 2008 à 2016. Elle joue dix fois en première division (sept fois en tant que capitaine), a remporté sept fois le titre de la meilleure et plus juste (en) ligue dans les compétitions de la VWFL et de la VFL Women's (VFLW) et a remporté cinq fois le titre de meilleure et plus juste de Darebin. Elle représente le Victoria au niveau des moins de 19 ans et au niveau senior et elle est recrutée par Melbourne avec la première sélection de la première sélection nationale féminine en 2013 pour le premier match d'exhibition féminin.
Daisy Pearce est annoncée comme une signature de marque pour l'équipe féminine AFL de Melbourne en 2016 pour la première saison de la compétition l'année suivante. Au niveau de l'AFLW, elle est désignée à trois reprises dans l'équipe féminine All-Australian de l'AFL (en), ayant été nommée capitaine de l'équipe 2017 et vice-capitaine de l'équipe 2018. Elle remporte trois fois le titre de Melbourne best and fairest et quatre fois celui de meilleure capitaine des joueuses de l'AFLW, ayant remporté ce dernier titre lors de quatre de ses cinq saisons complètes en AFLW.
En dehors de sa carrière de joueuse, Daisy Pearce est une personnalité médiatique renommée à la télévision et à la radio. Elle est une commentatrice experte (en) pour Seven Network (en) et la couverture de l'AFL par 1116 SEN (en) ; elle est apparue dans l'émission AFL Game Day de Seven Network en tant que membre du panel tournant de 2016 jusqu'à l'annulation de l'émission en 2020 et a animé son propre podcast sur SEN, This Is Grit, en 2019. Le prix VFL Women's best and fairest, dont Daisy Pearce a été la lauréate inaugurale en 2016, a été nommé la médaille Lambert-Pearce en partie en son honneur, en 2018.